# 有紀羽優
有紀羽優（ゆうき うゆ、2002年〈平成14年〉3月4日 - ）は、日本の舞台俳優・踊り手・配信者。
「どっちから読んでもゆうきうゆ」のキャッチコピーで知られ、猫の顔文字「ᓚᘏᗢ🌿」をファンマークとして用いる。ファンクラブ「うゆ〜の隠れ家」を運営し、舞台への出演と並行してライブ MC・ネット配信も行う。

## 来歴
- 2022年1月1日より「アルマース♢☆」というダンスユニットで、（ゆうな☆名義）芸能活動を開始。[1]
- 2022年7月2日、SHOWROOMで初配信を実施[2]。
- 2022年8月15日より芸名を「またたび うゆ☆」に変更[3]
- 2023年より配信活動を本格化し、舞台出演オーディションに参加[2]。
- 2023年4月8日初ライブを行なう。
- 2023年9月1日伶織羽優(さかしきうゆ)に芸名を変更
- 2023年9月7日有紀羽優に再度改名。
- 2024年4月、『陰陽師、はじめました』（シアター風姿花伝）鉄鼠 役で舞台俳優としてデビュー[4]。
- 同年5月以降、Collapse Of Values シリーズなど中・小劇場作品に継続出演。
- 2024年12月、SFIDA ENTERTAINMENT vol.19『キミと奏でる音色』過去チーム・森山咲 役に起用[5]。
- 2025年6月、舞台『今時な運命のシンデレラ〜独身税脱却の章〜』Cチーム・白坂恋 役で出演[6]。

## 人物
- 北海道出身。
- 趣味は舞台鑑賞・歌。近年アクロバットを開始した[4]。
- 好物は猫・いちご・レッドブル。
- Twitterのハッシュタグ「#うゆたび」でファンとの交流写真を共有している。

## 出演

### 舞台

#### 2024年
- プロダクションピエロ「陰陽師、はじめました」鉄鼠 役（2024年4月11日 - 4月14日　東京・シアター風姿花伝）[7]
- 劇団ココア「DEAD END DEVIL CITY 其の陸・伍」麦野柚葉 役（2024年5月15日 - 5月19日　東京・下北沢「劇」小劇場）
- SFIDA ENTERTAINMENT「Collapse Of Values Re’」長瀬美愉 役（2024年5月28日 - 6月2日　東京・劇場MOMO）[8]
- 劇団バンディット「シルヴィアの爪跡」ミラー 役（2024年7月12日 - 7月15日　東京・武蔵野芸能劇場）[9]
- SFIDA ENTERTAINMENT「Collapse Of Values Episode2 Truth」本間えり 役（2024年8月28日 - 9月1日　東京・中野テアトルBONBON）
- 劇団導「永遠色トワイライト」谷口彩花 役（2024年11月21日 - 11月24日　東京・コフレリオ新宿シアター）
- SFIDA ENTERTAINMENT「キミと奏でる音色」森山咲 役（2024年12月17日 - 12月22日　東京・劇場HOPE）

#### 2025年
- SFIDA ENTERTAINMENT「Collapse Of Values Episode0」長瀬美愉 役（2025年3月5日 - 3月9日　東京・中野テアトルBONBON）
- SFIDA ENTERTAINMENT「今時な運命のシンデレラ〜独身税脱却の章〜」白坂恋 役（2025年6月17日 - 6月22日　東京・劇場MOMO）
- プロダクションピエロ「三国ワルキューレ〜黒きラグナロク〜」白坂恋 役（2025年8月20日-24日　東京・萬劇場）[10]

### ライブ

#### 2023年
- 「にこにこスプリングライブ2023」（2023年4月8日　東京都・大塚ドリームシアター）
- 「YUIほしに願いをLIVE vol.5(夜の部)」（2023年7月15日　北海道・札幌XENON）
- 「にこにこハロウィンライブ2023」（2023年10月28日　東京都・大塚ドリームシアター）
- 「繋LIVEツアー第4章 京都」アルマース MC（2023年11月18日　京都府・祇園Silver Wings）

#### 2024年
- 「繋LIVEツアー第1章 沖縄」アルマース MC（2024年2月17日　沖縄県・SOUNDS GOOD）

- 「繋ライブツアー第2章 町田」アルマース MC（2024年4月27日　東京・Live & BAR Nutty's）[11]
- 「繋ライブツアー 京都」アルマース MC（2024年10月26日 - 10月27日　京都・祇園Silver Wings）[12]

#### 2025年
- 「繋ライブ ラストツアー 沖縄」アルマース 出演（2025年2月22日　沖縄・sounds good）[13]
- 「繋ライブ ラストツアー 町田」アルマース 出演（2025年4月19日　東京・Live & BAR Nutty's）[14]

### イベント

#### 2023年
- 「みんみんのみんどころ」ラジオ（2023年10月28日）
- 「夏目亜季とバズっちゃおZ！りた～んず！最終回」公開収録（2023年12月17日）

#### 2024年
- 「Happy with U～Happy birthday to uyu~2024～」ファンミーティング（2024年3月9日　東京都・渋谷道玄坂）
- 「芝居イベントvol.12 私立シバイベ女学園 夏の赤坂合宿編」イベント（2024年7月21日　東京都・赤坂チャンスシアター）
- 「芝居イベントvol.13 Collapse Of Values 後夜祭」イベント（2024年9月29日　東京都・赤坂チャンスシアター）
- 「Happy with Ｕ～みんなでBBQ～」ファンミーティング（2024年10月5日　東京都・吉祥寺）
- 「Happy with Ｕミニ～in京都～」ファンミーティング（2024年10月26日　京都府・河原町）
- 「芝居イベントvol.15 私立シバイベ女学園 身体測定編」イベント（2024年12月1日　東京都・赤坂チャンスシアター）

#### 2025年
- 「芝居イベントvol.18 価値観崩壊」イベント（2025年3月22日　東京都・赤坂チャンスシアター）
- 「Happy with Ｕ×Flower Bell～Happy birthday to uyu~2025～」バーイベント（2025年3月23日　Flower Bell(旧夢夢かふぇ)）
- 「Happy with Ｕ～4月のファンミーティング～」ファンミーティング（2025年4月26日　東京都・新宿４４ファンタジータワー）
- 「Happy with Ｕ～5月のファンミーティング～」ファンミーティング（2025年5月17日　東京都・新小岩）
- 「今時な運命のシンデレラ あの時の私達×後夜祭」イベント（2025年7月19日　東京都・赤坂チャンスシアター）
- 「Happy with Ｕ～7月のファンミーティング～」ファンミーティング（2025年7月20日）
- 「道化になりたい金曜日」ラジオ（2025年8月8日　池袋FM）